# Hans Daalder
Hans Daalder (* 4. Mai 1928 in Bergen/Nordholland; † 4. April 2016 in Leiden) war ein niederländischer Politikwissenschaftler und Hochschullehrer.

## Leben und Wirken
Hans Daalder studierte Politikwissenschaft an der London School of Economics und legte dort 1954 seinen ersten Abschluss ab. Anschließend wechselte er an die Universiteit van Amsterdam, wo er 1960 promovierte. In Amsterdam hatte er bereits über längere Zeit Assistententätigkeiten an der dortigen Universität inne, außerdem am Institute for Social Studies in Den Haag. Von 1960 bis 1961 folgten Postgraduiertenstudien an der Harvard University und der University of California, Berkeley. Im Jahre 1963 übernahm er eine Professur für Politikwissenschaft an der Universität Leiden, die er bis zu seinem Eintritt in den Ruhestand 1993 innehatte. Außerdem wirkte Daalder von 1976 bis 1979 am Europäischen Hochschulinstitut und versah 1999 eine Gastprofessur an der Harvard University. In seinen Veröffentlichungen beschäftigte sich Daalder vor allem mit der vergleichenden Analyse von Parteiensystemen in Europa und dem politischen System der Niederlande.
Im Jahre 1970 war Hans Daalder Mitgründer des European Consortium for Political Research, dessen Vorsitz er von 1976 bis 1979 innehatte. Er war Mitglied der Königlich Niederländischen Akademie der Wissenschaften und der American Academy of Arts and Sciences.
Der amerikanische Sicherheitsexperte und Diplomat Ivo Daalder ist sein Sohn.

## Veröffentlichungen (Auswahl)
Monographien
- Cabinet reform in Britain 1914 – 1963. Stanford University Press, Stanford, Calif. 1963.
- (Hrsg.): Universities, politicians and bureaucrats. Europe and the United States. Cambridge University Press, Cambridge 1982, ISBN 0-521-23673-8.
- (Hrsg.): Western European party systems. Continuity and change. Sage, Beverly Hills, Calif. 1983, ISBN 0-8039-9702-7.
- (Hrsg.): Party systems in Denmark, Austria, Switzerland, the Netherlands, and Belgium. Pinter, London 1987, ISBN 0-86187-369-6.
- (Hrsg.): Politics in the Netherlands. How much change? Cass, London 1989, ISBN 0-7146-3361-5.
- Universitair panopticum. Herinneringen van een gewoon hoogleaar. De Arbeiderspers, Amsterdam 1997 (Lebenserinnerungen).
- (Hrsg.): Comparative European politics. The story of a profession. Pinter, London 1999, ISBN 1-85567-399-1.
- State formation, parties and democracy. Studies in comparative European politics. ECPR Press, Colchester 2011, ISBN 978-1-907301-17-9.

Aufsätze
- Capitalism, colonialism and the underdeveloped areas. The political economy of (anti)-imperialism. In: Egbert de Vries (Hrsg.): Essays on unbalanced growth. A century of disparity and convergence. Mouton & Co., s’Gravenhage 1962, S. 133–165.
- The Haldane committee and the cabinet. In: Public Administration, Bd. 41 (1963), S. 117–135.
- The Netherlands, opposition in a segmented society. In: Robert A. Dahl (Hrsg.): Political oppositions in Western democracies. Yale University Press, New Haven 1966, S. 188–236.
- Parties, elites and political developments in Western Europe. In: Joseph LaPalombara u. Myron Weiner (Hrsg.): Political parties and political development. Princeton University Press, Princeton 1966, S. 43–77.
- The consociational democracy theme. In: World politics, Bd. 26 (1974), H. 4, S. 604–621.
- The Dutch universities between the „new democracy“ and the „new management“. In: Minerva, Bd. 12 (1974), H. 2, S. 221–257.
- Interests and institutions in the Netherlands. In: Robert Vance Presthus (Hrsg.): Interest groups in international perspective. American Academy of Political and Social Science, Philadelphia 1974, S. 58–71, ISBN 0-87761-176-9.